# NGC 2928
NGC 2928 é uma galáxia espiral (S) localizada na direcção da constelação de Leo. Possui uma declinação de +16° 58' 39" e uma ascensão recta de 9 horas, 37 minutos e 10,1 segundos.
A galáxia NGC 2928 foi descoberta em 1 de Abril de 1864 por Albert Marth.